# Оськин, Виктор Семёнович
Ви́ктор Семёнович О́ськин (1 декабря 1952, Успено-Раевка — 24 июля 1992) — офицер Российской Армии (подполковник авиации), военный лётчик первого класса, один из первых в России (медаль «Золотая Звезда» № 10) и первый человек в истории российской Дальней авиации, удостоенный звания Героя Российской Федерации (Указ Президента России от 8 декабря 1992 года № 1547).

## Биография
Родился 1 декабря 1952 года в селе Успено-Раевка Касторенского района Курской области. Был четвёртым ребёнком в семье старшего лейтенанта милиции Семёна Егоровича и Татьяны Капитоновны Оськиных.
В 1974 году с отличием закончил Тамбовское высшее военное авиационное училище лётчиков имени М. М. Расковой, получив диплом вместе с вручением золотой медали и почётным занесением фамилии на мраморную доску медалистов училища. С 1970 года проходил службу в Вооружённых силах на различных командно-административных должностях. Служил в Дальней авиации — старший помощник командира корабля Ту-16 184-го тяжёлого бомбардировочного авиаполка 13-й гвардейской бомбардировочной дивизии (аэродром Прилуки Черниговской области), командир корабля дальнего бомбардировщика Ту-16 стратегического назначения (Бобруйск, Белорусский военный округ). Затем — его командиром в 200-м гвардейском бомбардировочном полку в Бобруйске. С 1978 по 1990 год — на разных должностях в 290-м отдельном разведывательном авиаполку на аэродроме Зябровка под Гомелем. в 1985 году закончил Военно-воздушную академию имени Ю. А. Гагарина. С 1990 года служил начальником отдела в 43-м Центре боевой подготовки и переучивания лётного состава на аэродроме Дягилево.

## Подвиг
24 июля 1992 года подполковнику Оськину предстояло выполнить так называемое «упражнение 301» курса боевой подготовки Дальней авиации — на учебном самолёте-ракетоносце Ту-22У необходимо было принять контрольный полёт по кругу у вернувшегося из отпуска командира эскадрильи подполковника Александра Степченкова. В качестве инструктора на борт поднялся Виктор Оськин, а за штурмана выступил штурман эскадрильи майор Николай Иванов. Весь экипаж корабля — профессиональные пилоты первого класса. Вылет осуществлялся с аэродрома Зябровского учебного авиационного центра.
Звание присвоено посмертно за героизм и мужество, проявленные при аварийной ситуации в полёте, когда Оськин ценою своей жизни предотвратил падение самолёта на город Гомель. В 17 часов 02 минуты во время полёта над южной окраиной города — Новобелицей — у самолёта неожиданно отказал один из двигателей, загорелись топливные баки. Лётчики, понимая всю опасность возникшей аварийной ситуации, в срочном порядке предприняли решительные действия с целью увести горящую машину за пределы города. После попытки развернуть Ту-22У в направлении от города загорелся и правый двигатель, после чего Виктор Семёнович отдал экипажу команду катапультироваться. Сам командир попытался увести терпящий бедствие самолёт как можно дальше от жилых кварталов города и нефтехранилища, расположенного в районе возможного падения, чтобы не допустить возгорания всей близлежащей местности. Сам он катапультировался, когда полностью убедился, что неуправляемая машина упадёт в безлюдном месте. Однако шансов на спасение он уже не имел: на Ту-22У катапульта отстреливает кресло пилота вниз и для раскрытия парашюта оно проходит путь не менее 350 метров. Самолет в момент катапультирования был уже на высоте менее 300 метров. Летчик погиб при ударе об землю. Им были спасены от гибели два члена экипажа и десятки людей на земле. На месте его гибели сегодня установлен памятный знак.

Похоронен 27 июля 1992 года на кладбище «14-й километр» на Аллее погибших лётчиков Гомельской области Республики Беларусь. На его могиле выбита надпись: 
Человек — остановись! Здесь покоится Герой, ценою своей жизни спасший жизнь сотен жителей города Гомеля. Почти его память молчанья минутой.

## Награды и звания
- Герой Российской Федерации (8.12.1992)

## Память
- 22 сентября 1992 года решением Гомельского горисполкома военному лётчику Оськину В. С. в целях сохранения памяти о его подвиге присвоено звание «Почётный гражданин города Гомеля» (посмертно). Его именем названа одна из улиц в городе Гомеле (Новобелицкий район).
- На стене здания по адресу: г. Гомель, ул. Оськина, 14, установлена памятная доска с текстом: «Герой Российской Федерации Оськин Виктор Семёнович (01.12.1952—24.07.1992)».
- Имя занесено на городскую Доску почёта (Гомель).
- 23 февраля 2002 года стараниями заслуженных ветеранов Дальней авиации в Музее боевой и рабочей славы Новобелицкой средней школы № 41 г. Гомеля открылся музей памяти Виктора Оськина, где ему посвящён один из стендов. В школьном музее Зябровской школы создан стенд, посвященный героическому подвигу лётчика, где хранятся личные вещи экипажа.
- 7 мая 2003 года по инициативе курского областного отделения Российского Фонда мира имя лётчика, погибшего при исполнении служебного долга, было занесено на мемориальную стелу «Героям-курянам» (памятник Героям СССР и России, установленный на Красной площади города).
- О подвиге Виктора Оськина снят документальный фильм «Траектория полёта» (режиссёр Г. Курлаев) в рамках цикла документально-публицистических телевизионных фильмов «Наследники победы» (2006).
- Каждый год 24 июля в день смерти в Гомеле проводится урок мужества, посвящённый его подвигу.
- 24 июля 2017 года в Гомеле была открыта мемориальная доска[4].
- Имя В. С. Оськина присвоено остановочному пункту транспорта общего пользования в городе Гомеле, расположенному на нечётной стороне улицы Оськина в направлении улицы Дубравной, — наименование бел. «Ву́лiца О́ськiна» (рус. «У́лица О́ськина»)[5].